# Besa (albansk kultur)
Besa är ett kulturellt albanskt hedersord, som direkt översatt betyder "tro" eller "att hålla löftet" och "hedersord".  Ordet kommer ursprungligen ifrån Kanun av Lekë Dukagjini, som är en samling av albanska traditionella seder och kulturella sedvänjor. Besa är en viktig del av en albansk familjs ståndpunkt. Ordet används ofta som ett exempel på albanskhet. Någon som bröt sin besa kunde bli avvisad ifrån samhället. Rötterna till detta hedersord kommer från Kanuni i Lekë Dukagjinit. 
Värdet av Besa:
- Besa e shqiptarit nuk shitet pazarit (Besa av en alban kan inte säljas eller köpas)
- Shqiptari kur jep fjalen therr djalin (en alban kan offra sin egen son för att hålla sitt ord, besa)
- Shqiptaret vdesin dhe besen nuk e shkelin (albanerna skulle dö hellre än att bryta Besa)
- Besa e shqiptarit si purteka e arit, etj (albanska Besa är värt mer än guld)

## Besa under andra världskriget
Besa betyder också att ta hand om dem som behöver och att vara gästvänlig. Under andra världskriget räddade albanerna mer än 2000 judar undan ifrån nazisternas förföljelse.  Både kristna och muslimska albaner följde Besa och räddade judar under andra världskriget. Förutom att albanerna gömde dem på vindarna, hemma eller i skogen så gav albanerna dem kläder, albanska namn och behandlade dem som en del av familjen. Före andra världskrigets början fanns det bara 200 judar i Albanien, men efter kriget bodde det cirka 2000 judar i Albanien.
En dokumentär är för närvarande i produktion med titeln Guds hus som handlar om en amerikansk fotograf vid namn Norman H. Gershmans strävan att berätta historien om besa och de albanska muslimer och kristna som räddade judar under andra världskriget. Denna historia var med på CBS News Sunday Morning den 8 november 2009.